# Сауле (Каратобинський район)
Сауле́ (каз. Сәуле) — село у складі Каратобинського району Західноказахстанської області Казахстану. Входить до складу Саралжинського сільського округу.
Населення — 283 особи (2021; 335 у 2009, 390 у 1999, 336 у 1989).